# Bōkensha ni Naritai to Miyako ni Deteitta Musume ga S-rank ni Natteta
Bōkensha ni Naritai to Miyako ni Deteitta Musume ga S-rank ni Natteta (冒険者になりたいと都に出て行った娘がSランクになってた lit. Mi hija fue a la capital para convertirse en aventurera y obtuvo el rango S.?), también conocida como My Daughter Left the Nest and Returned an S-Rank Adventurer, en inglés, es una serie de novelas ligeras japonesas escritas por Mojikakiya e ilustradas por toi8. La serie comenzó como una novela web que se publicó por entregas en el sitio web Shōsetsuka ni Narō desde septiembre de 2017 hasta enero de 2020. Posteriormente fue adquirida por Earth Star Entertainment, que publicó once volúmenes desde diciembre de 2018 hasta noviembre de 2021 bajo su sello Earth Star Novel.
Una adaptación de manga ilustrada por Kyū Urushibara se ha serializado en el sitio web Comic Earth Star desde mayo de 2018, con sus capítulos recopilados en seis volúmenes de tankōbon a partir de noviembre de 2022. Una adaptación de la serie de televisión de anime producida por Typhoon Graphics se estrenará en septiembre de 2023.

## Argumento
La vida de un aventurero no siempre es de color de rosa y Belgrieve lo descubrió de la forma más dura cuando, en un difícil encuentro poco después de haber partido a buscar fama y fortuna, perdió una pierna y con ello la oportunidad de perseguir sus sueños. Pese a todo, el destino tenía una sorpresa reservada para este aventurero ahora retirado. Un día, recolectando hierbas en el desierto, encontró a una bebé abandonada que no tardó en decidir adoptar y criar como su propia hija, así que decide llamarla Angeline. Los años pasan y Angeline se muda a la capital del reino para imitar el ejemplo de su padre a quien admira y convertirse en una aventurera. En pocos años la muchacha logra alcanzar el rango S por mérito propio, aunque tras labrarse un nombre, descubre que no hay fama, fortuna ni poder que le interesen tanto como lo que de verdad quiere: volver a ver a su padre.

## Personajes
Belgrieve (ベルグリフ?)
 Seiyū: Junichi Suwabe
Un ex aventurero con una pata de palo, un físico y estatura imponentes junto a una cabellera y barba pelirrojas, en contraste con su rostro de actitud humilde y amable.
Poco más de dos años después de convertirse en aventurero, aun estando en el rango E, perdió la pierna derecha enfrentando a una bestia demoníaca. Después de esa lesión regresó a su ciudad natal, pero mientras trabaja duro en la agricultura, entrena todos los días y también extermina monstruos para los aldeanos. Es un padre amable y siempre preocupado por Angeline, que se ha marchado a la capital.
Está convencido de que sus habilidades como aventurero corresponden a las de un novato rango E, cuando la verdad es que puede luchar a la par con los veteranos rango S más poderosos; esto, combinado a su experiencia y agudos sentidos lo vuelven un guerrero notable al que Ageline jamás ha logrado igualar. Actualmente, y a su pesar, posee el apodo de El ogro rojo y una gran reputación entre aventureros, ciudadanos y nobles de la capital debido a las historias que su hija suele contar sobre él.
Angeline (アンジェリン?)
 Seiyū: Saori Hayami
Aventurera rango S de 17 años. Belgrieve la encontró y crio como su hija después que fue abandonada en el bosque cuando era bebé. Ama mucho a su padre y se pone celosa cuando alguna mujer intenta cortejarlo. A los doce años, admirando el ejemplo de su padre, fue a la capital y ascendió al rango más alto de aventurera, lo que le valió el apodo de la "Doncella guerrera de pelo negro".
Debido a que desea que todos sepan lo increíble que es su padre ha inventado para él el apodo de "El ogro rojo", con el que le ha creado una gran reputación en el gremio de aventureros y aunque algunos de sus conocidos ponen en duda la veracidad de sus relatos, la verdad es que Angeline aun no desarrolla la destreza necesaria para igualar a Belgrieve.
Anessa (アネッサ?)
 Seiyū: Maki Kawase
La líder del grupo de Angeline. Una aventurera que proviene del mismo orfanato que Miriam y usa un arco de rango AAA. Ella es la mayor del grupo y sirve de freno para Angeline y Miriam, quienes tienden a actuar fuera de control. Debido a que tiene un lado serio, las otras dos a menudo se burlan de ella.
Miriam (ミリアム?)
 Seiyū: Rumi Okubo
Una aventurera de rango AAA que se especializa en magia. Ella y Anessa han sido amigas de la infancia desde sus días en el orfanato, e incluso después de que el grupo de aventureros del mismo orfanato se disolviera, continuaron trabajando juntas y actualmente, están trabajando con Angeline. Es más baja que Angeline, pero sus pechos son más grandes. Miriam pertenece a la raza de las bestias, por lo que oculta sus orejas con un sombrero ya que la mayoría de las personas los discriminan.
Helvetica Bordeaux (ヘルベチカ・ボルドー?)
 Seiyū: Marina Inoue
La hija mayor de la familia Bordeaux, un gran señor feudal que gobierna la región norte, incluida Tornella. Una gran figura conocida tanto por su preparación intelectual, por sus conocimientos militares y su notable carisma. Tiene ojo para la gente talentosa y, después de cierto incidente, Belgrieve llama su atención por lo que acude a Tornella para reclutarlo, llegando incluso a estar dispuesta a apresarlo y llevárselo contra su voluntad, razón por la cual Seren debió intervenir y detenerla, explicando a Belgrieve que Helvetica suele ser buena y justa, excepto cuando un tema la obsesiona.
Sasha Bordeaux (サーシャ・ボルドー?)
 Seiyū: Saku Mizuno
La segunda hija de la gran familia bordelesa. Aunque es una noble, también es una aventurera activa y es una experta de rango AA. Tiene una habilidad con la espada que le ha valido una notable fama en la región, por lo que se rumora que definitivamente se convertirá en una aventurera de rango S en el futuro.
Tras oír las historias de Angeline sobre su padre se presentó en la aldea y pidió a Belgrieve un duelo para medir las habilidades de ambos, descubriendo inmediatamente la superioridad del Ogro rojo, a quien desde ese momento se refiere como su maestro.
Seren Bordeaux (セレン・ボルドー?)
 Seiyū: Kana Ichinose
La tercera hija de la gran familia bordelesa. Aunque todavía está en su infancia a la edad de 15 años, comienza a mostrar talento para las tareas domésticas y apoya a sus hermanas con ese talento. Angeline la salvó cuando estaba siendo atacada por ladrones.
A pesar de lucir como la más pequeña y débil de las tres es una voz de peso en su hogar y la más centrada de las tres hermanas, al punto de poder regañar a sus mayores e incluso invalidar las órdenes dadas por Helvetica.
Marguerite (マルグリット?)
 Seiyū: Fairouz Ai
La única hija de una familia real en el bosque del territorio de los elfos. Aunque sus palabras y acciones son duras, tiene una personalidad sincera y honesta. Sus habilidades con la espada, que aprendió de su tío abuelo Graham, son considerables.
Inspirada por las historias de Graham abandonó el territorio élfico y se volvió una aventurera errante aunque esto le significó ser repudiada por su familia y su tribu, desde entonces se dedica a viajar por el mundo rastreando y exterminando a los reyes demonio de Salomón.
Graham (グラハム?)
 Seiyū: Hōchū Ōtsuka
Un viejo elfo aventurero que es miembro de la realeza élfica pero que ha logrado hazañas legendarias, siendo además amigo de Belgrieve. Enseñó técnicas de espada a su sobrina y nieta, Marguerite.
Aunque para el mundo es uno de los más grandes aventureros que ha existido, entre su raza es visto como un paria y un indeseado debido a que contradijo las normas de su sociedad al abandonar su territorio en su juventud e interactuar con otras razas. Ya siendo anciano regresó a su tribu y el rey de los elfos, su sobrino, le permitió vivir allí bajo la excusa de que sus habilidades y experiencia serían útiles a la tribu, pero sin lograr la aceptación del resto, excepto por su sobrina nieta, quien lo vio como una figura impresionante que imitar.
Aparece en la aldea de Belgrieve pidiendo la ayuda de su amigo para encontrar a la niña después que esta huyera de su aldea.
Charlotte (シャルロッテ?)
 Seiyū: Kanon Takao
Una chica misteriosa que difunde enseñanzas heréticas que adoran al hereje Gran Mago Salomón. Proveniente de una familia noble e hija de un cardenal, Charlotte era seguidora de la religión vienesa pero después de que sus padres se vieran envueltos en una lucha de poder, fueron falsamente acusados de herejes y asesinados, guardó rencor contra la religión de Viena y, con la invitación de Schwartz, comenzó a adorar a Salomón.
Byaku (ビャク?)
 Seiyū: Kazuki Ura
Un chico que trabaja con Charlotte y la protege. Siempre parece de mal humor.
Posee poderes mágicos y habilidades de pelea notables debido a que en su infancia fue utilizado como objeto de experimentos que intentaban crear humanos que poseyeran los mismos poderes que los reyes demonio de Salomón.
Aunque se ve como un muchacho agresivo y grosero, en realidad es una persona noble que se preocupa por Charlotte y por todo aquél que se gane su aprecio, sin embargo, le es muy difícil ser sincero con sus sentimientos.
A diferencia de Mit o Angeline su naturaleza no es equilibrada ya que es un experimento fallido y en su interior la consciencia del rey demonio trata incesantemente de tomar el control aprovechando que Byaku combina el mana demoniaco con sus hechizos para fortalecer sus habilidades, por lo que tras conocerlo, María no solo se encargó de enseñarle a refinar su magia, sino también a no depender del mana demoniaco para así mantener al rey demonio preso en su interior.
Ashcroft (アシュクロフト?)
 Seiyū: Kikunosuke Toya
Aunque es mayordomo de la familia Bordeaux, también es espadachín. A veces se descontrola porque se preocupa por la seguridad de familia Bordeaux.
Lionel (ライオネル?)
 Seiyū: Tomokazu Sugita
Un maestro de gremio que organiza a los aventureros de Orphen. Aunque puede parecer poco confiable a primera vista, en realidad es un ex aventurero de rango S.
Cheborg (チェボルグ?)
 Seiyū: Tetsu Inada
Un ex aventurero de rango S conocido con el nombre de "Exterminación". Es increíblemente musculoso a pesar de su edad, y Angeline lo llama "General Músculo". Es muy ruidoso.
Dortos (ドルトス?)
 Seiyū: Yōsuke Akimoto
Un ex aventurero de rango S conocido como "Shirogane". Una persona talentosa que puede empuñar fácilmente una lanza pesada. Angeline lo llama "el tío Shirogane".
Maria (マリア?)
 Seiyū: Hitomi Nabatame
Una ex aventurero de rango S que es conocida como "Gray". Es profesora de Miriam y tiene mala boca. Ha sido maldecida por la sangre del dragón, lo que le hace toser todo el tiempo.
Schwartz (シュバイツ?)
 Seiyū: Hiro Shimono
Un hombre misterioso vestido con una túnica blanca. Parece tener una conexión profunda con el Rey Demonio.
Mit (ミト?)
 Seiyū: Maria Naganawa
El segundo hijo adoptivo de Belgrieve. Un pequeño niño que encontrara desnudo y enfermo cuando junto a Graham, Marguerite y Duncan mientras investigaban la posible presencia de un Rey demonio de Salomon en el bosque de Tornella; al momento en que lo vio, Belgrieve comprendió que era el causante de las anomalías en el bosque, pero también que no poseía una naturaleza maligna y más bien era una víctima de sus circunstancias por lo que decidió, tal como hiciera años atrás con Angeline, adoptarlo y nombrarlo Mit.
La verdad sobre Mit es que es una porción de un rey demonio de Salomón derrotado que llegó hasta el bosque; inicialmente poseía su forma original pero poco a poco su deseo de no estar solo moldeó su cuerpo al de un niño pequeño. Al ser un rey demonio incompleto su mana fue drenado por los monstruos del bosque y no es capaz de reponerlo, por lo que en la actualidad es casi un humano normal excepto por el hecho de que su cabello es indestructible, ocasionalmente su apariencia pierde sustancia y puede masticar o comer cualquier material, lo que da pequeños problemas a Belgrieve para mantener oculta su naturaleza ya que como todo niño pequeño constantemente lleva a su boca todo lo que este a su alcance.

## Contenido de la obra

### Anime
El 1 de noviembre de 2022 se anunció una adaptación de la serie de televisión de anime. La serie fue producida por Typhoon Graphics y dirigida por Naoki Murata, con la dirección principal de Takeshi Mori, guiones escritos por Yūichirō Momose y diseños de personajes a cargo de Jun Shibata, quien también servir como director jefe de animación. La serie se estrenó el 28 de septiembre de 2023 en AT-X. El tema de apertura es "Sen" de Yoshino Nanjō, mientras que el tema de cierre es "Homeward Journey" de Nagi Yanagi. Crunchyroll obtuvo la licencia de la serie fuera de Asia.